# Детлев фон Айнзидел
Детлев фон Айнзидел (на немски: Detlev Graf von Einsiedel; * 12 октомври 1773, Волкенбург; † 20 март 1861, Дрезден) е граф от саксонския благороднически род Айнзидел, саксонски държавник и желязно-минен предприемач.

## Биография
Той е третият син (седмото от 12-те деца) на министър граф Детлев Карл фон Айнзидел (1737 – 1810) и първата му съпруга графиня Сидония Албертина фон Шьонбург-Лихтенщайн (1745 – 1787), дъщеря на граф Вилхелм Хайнрих фон Шьонбург-Лихтенщайн (1714 – 1750) и графиня Вилхелмина фон Золмс-Лаубах (1723 – 1773). Баща му Детлев Карл се жени втори път на 14 март 1791 г. в Дрезден за Йохана Амалия фон Панвиц (1750 – 1810).
Детлев учи в Дрезден и през 1790 г. започва да следва в университета във Витенберг. След това започва държавна служба. През 1801 г. той е таен финансов съветник.
През 1794 г. баща му му дава господството Заатхайн, което продава след две години. През 1804 г. Детлев граф фон Айнзидел поема управлението на желязните мини на фамилията.
На 14 май 1813 г. той става кабинет-министър, държавен секретар на вътрешните работи в Дрезден и на 18 май също по външните работи.
Детлев придружава крал Фридрих Август I от Саксония след битката при Лайпциг в пленничеството и участва като негов пратеник във Виенския конгрес (1815). От 1825 г. той ръководи като администратор учителски семинар в Дрезден. Неговото влияние се увеличава при крал Антон Саксонски, но през 1830 г. трябва да напусне, понеже не одобрява неговите държавни реформи.
Той умира на 20 март 1861 г. в Дрезден и е погребан до съпругата му Йохана Фридерика Луиза в църквата в Елстра.

## Фамилия
Детлев фон Айнзидел се жени за Йохана Фридерика Луиза фон дер Шуленбург (* 26 август 1773; † 27 януари 1832). Те имат децата:
- Георг Алберт фон Айнзидел (1803 – 1805)
- Йохана (Луиза) Августа фон Айнзидел (* 22 ноември 1805; † 6 януари 1871), омъжена 3 пъти, бездетна:

I. за Фридрих фон Фризен (* 11 октомври 1796; † 21 март 1871)
II. на 5 юли 1811 г. във Волкенбург за граф Хайнрих фон Бюнау (* 4 април 1810; † 1 декември 1842), син на граф Гюнтер фон Бюнау († 1841) и графиня Августа Хопфгартен (* 1770)
III. на 19 ноември 1851 г. за Карл Хайнрих Август Зарер фон Зар (* 28 ноември 1821; † 15 август 1874)

## Галерия
- Майка му Сидония Албертина фон Шьонбург-Лихтенщайн с пет деца
- Детлев фон Айнзидел, портрет от Антон Граф